# Gene Scott
Eugene Lytton „Gene“ Scott (* 28. Dezember 1937 in New York City; † 20. März 2006 in Rochester, Minnesota) war ein US-amerikanischer Tennisspieler.

## Karriere
Scott war ein bekannter Tennisspieler der 1960er Jahre. 1963 erreichte er in der Rangliste der Amateure den vierten Platz. Er war Mitglied des US-amerikanischen Teams im Davis Cup, wo er zusammen mit Arthur Ashe spielte. 1974 gründete er die Zeitschrift Tennis Week.
Gene Scott gehörte nach seiner Karriere als Leistungssportler auch in den verschiedenen Altersklassen jeweils zu den besten Spielern. 2004 gewann er die Rasenmeisterschaft des US-amerikanischen Tennisverbandes (USTA) in der Altersklasse M65 und die Einzelweltmeisterschaft der International Tennis Federation (ITF) in der gleichen Altersklasse. 2008 erfolgte postum seine Aufnahme in die International Tennis Hall of Fame.